# Real orden
Una real orden era la disposición con fuerza de ley dictada por el soberano español, desde la época de Felipe II hasta Alfonso XIII. Tras la llegada de la Segunda República, la real orden perdió tal vigencia y durante la dictadura franquista y el periodo actual, toda disposición emanada del poder ejecutivo con fuerza de ley es denominada decreto ley.
No obstante, con la Constitución española de 1869, la real orden ya no tendrá un carácter dispositivo, sino que meramente cumplirá la función de sanción que las normas fundamentales atribuyen al jefe del Estado, salvo en situaciones de alteración de la legalidad constitucional como cuando por real orden el rey Alfonso XIII accedió a las pretensiones de acceso al poder mediante un golpe de Estado de Primo de Rivera.